# Сенека (Орегон)
Сенека (англ. Seneca) — город в США, в округе Грант штата Орегон. Население — 165 человек (2020).

## География
Сенека расположена по координатам 44°08′07″ с. ш. 118°58′35″ з. д. (44.135219, -118.976270). По данным Бюро переписи населения США в 2010 году город имел площадь 2,06 км², вся площадь — суша.

### Климат
| Показатель                    | Янв.  | Фев.  | Март  | Апр.  | Май   | Июнь | Июль | Авг.  | Сен.  | Окт.  | Нояб. | Дек.  | Год   |
| ----------------------------- | ----- | ----- | ----- | ----- | ----- | ---- | ---- | ----- | ----- | ----- | ----- | ----- | ----- |
| Абсолютный максимум, °C       | 14,4  | 17,8  | 23,3  | 28,3  | 31,7  | 40,0 | 40,0 | 37,8  | 35,6  | 32,2  | 22,2  | 17,2  | 40,0  |
| Средний суточный максимум, °C | 1,4   | 4,0   | 7,4   | 11,9  | 16,4  | 21,6 | 27,7 | 27,0  | 22,3  | 15,8  | 7,4   | 2,4   | 13,8  |
| Средняя температура, °C       | −5,7  | −3,4  | 0,1   | 4,3   | 8,1   | 11,8 | 15,4 | 14,3  | 9,9   | 5,1   | −0,3  | −4,4  | 4,6   |
| Средний суточный минимум, °C  | −12,7 | −10,9 | −7,2  | −3,4  | −0,3  | 2,2  | 3,2  | 1,6   | −2,5  | −5,6  | −7,9  | −11,3 | −4,5  |
| Абсолютный минимум, °C        | −41,7 | −47,8 | −32,2 | −16,7 | −14,4 | −8,9 | −7,2 | −10,6 | −17,2 | −23,9 | −35   | −44,4 | −47,8 |
| Среднее число дней с осадками | 11    | 9     | 9     | 8     | 8     | 7    | 3    | 3     | 4     | 6     | 10    | 12    | 90,0  |
| Норма осадков, мм             | 37    | 27    | 30    | 27    | 37    | 27   | 13   | 17    | 16    | 23    | 36    | 42    | 333   |
| Источник: WRCC, Weatherbase   |       |       |       |       |       |      |      |       |       |       |       |       |       |

## Демография
| Год переписи                          | Нас. |  | %±     |
| ------------------------------------- | ---- |  | ------ |
| 1980                                  | 285  |  | —      |
| 1990                                  | 191  |  | −33%   |
| 2000                                  | 223  |  | 16,8%  |
| 2010                                  | 199  |  | −10,8% |
| 2020                                  | 165  |  | −17,1% |
| 1980–2020 Десятилетняя перепись в США |      |  |        |

Согласно переписи 2010 года, в городе проживало 199 человек в 95 домохозяйствах в составе 60 семей. Плотность населения составляла 97 человек/км². Было 128 квартир (62/км²).
Расовый состав населения:
| - 99,0 % — белых - 0,5 % — чёрных или афроамериканцев |

К двум или более расам принадлежало 0,5 %. Доля испаноязычных составила 1,0 % всего населения.
По возрастному диапазону население распределялось следующим образом: 16,1 % — лица младше 18 лет, 58,8 % — лица в возрасте 18-64 лет, 25,1 % — лица в возрасте 65 лет и старше. Медиана возраста жителя составила 52,5 лет. На 100 человек женского пола в городе приходилось 109,5 мужчин; на 100 женщин в возрасте от 18 лет и старше — 106,2 мужчин также старше 18 лет.
Средний доход на одно домашнее хозяйство составил 39 212 долларов США (медиана — 33 125), а средний доход на одну семью — 45 745 долларов (медиана — 43 750). Медиана доходов составляла 45 625 долларов для мужчин и 26 417 долларов для женщин. За чертой бедности находилось 11,7 % человек, в том числе 0,0 % детей в возрасте до 18 лет и 14,8 % лиц в возрасте 65 лет и старше.
Гражданское трудоустроенное население составляло 73 человека. Основные области занятости: образование, здравоохранение и социальная помощь — 28,8 %, розничная торговля — 23,3 %, транспорт — 6,8 %, публичная администрация — 6,8 %.

## Комментарии
1. ↑  Годовой доход на человека, работавшего на полную ставку. Оценка в долларах по состоянию на 2015 год.